# リオ・トゥルビオ鉱山鉄道100型蒸気機関車
リオ・トゥルビオ鉱山鉄道100型蒸気機関車（リオ・トゥルビオこうざんてつどう100がたじょうききかんしゃ）はアルゼンチンのリオ・トゥルビオ鉱山鉄道向けに日本の新三菱重工業（現・三菱重工業）が製造した蒸気機関車。日本が製造した最後の大型蒸気機関車で、リビオ・ダンテ・ポルタが改良した記念すべき車両でもある。

## 誕生までの経緯
リオ・トゥルビオ鉱山鉄道はフォークランド諸島と同じ緯度に位置し、石炭をリオ・ガジェゴス港まで運ぶ全長225 km、750ミリ軌間の鉱山鉄道である。
この鉄道はレールが17.4㎏レールで軸重の上限が7.6ｔと小さく、最大勾配は積車時に3‰、空車時7‰と緩かったが、最大60m/sの強風が吹き荒れたり、最低気温-20℃になるなどの蒸気機関車にとっては悪条件下であった。
1950年代当時、ここにはドイツ・ヘンシェル社製の車輪配置 2-8-2（ミカド）タイプ蒸気機関車が8両在籍していたが、中古のうえに、熱量が低くクリンカー（燃えカス）のできやすい石炭のため輸送力が低かった。
この状況を改善するため、同鉄道は同国中部から北部にかけて展開されている、メーターゲージのベルグラーノ将軍鉄道において運用されていた、チェコスロバキアのシュコダ社製車輪配置 2-10-2（サンタフェ）タイプの蒸気機関車が大きな成功を収めたことを踏まえ、新型蒸気機関車の国際入札を実施。結果はヘンシェルと日本車輌製造を押さえて三菱が競り勝ち、製作は三原製作所が担当することになった。

## 構造
寸法は上記のベルグラーノ将軍鉄道のシュコダ製のものを基礎に約70%に縮小したもので、火室は燃焼室付きベルペア式。容積3.54立方 m、火格子は羽口付ハルソン式。主台枠はブロークンフレーム。
出力は当初はドローバーパワーで最高940馬力（連続では700馬力）を予定していたが、前記した炭質の低さから700馬力に留まっている。

## 改良
1957年に、リビオ・ダンテ・ポルタが同鉄道のゼネラル・マネージャーとして委任されたときに、彼はこの機関車にキルポワエキゾーストとラ・アルヘンティーナで取り付けたGPCS（ガス化燃焼システム）を取り付けるなど改造を行い、1200馬力に向上させた。これを見て鉄道は1963年に最初からこの仕様で蒸気圧を13.7気圧から15.7気圧にあげた車両を三菱（新三菱重工業）に10両追加発注した。第2陣は1300馬力を超えた出力で牽引定数は従来の800トンから、通常1200 - 1500トン（最大で2000トン）に増大した（ただし、最高速度は線路の状態もあり50㎞/hまでとされた。）。
鉄道歴史研究家の斎藤晃は、この機関車を改造したポルタの技術が日本国内の国鉄蒸気機関車に反映されなかったことを著書の中で嘆いている。その一方で同じく鉄道研究家の高木宏之はポルタの技術はもちろん、その高出力に耐えた三菱の構造設計も高く評価した
。
なお、ポルタの技術は取扱いに時間をかけて専門的な知識を理解することが求められ、優秀な人材の維持が不可欠であった。同鉄道ではポルタたちの意図しない、ちぐはぐな改造が必然的に行われ、それぞれの機関車は微妙に異なった様々な形態となり発生しないはずの問題が表面化するようになり、いつまでポルタの技術が使われていたかはっきりしていない。
同様の現象は南アフリカ国鉄26型蒸気機関車でも起きているが、こちらは試験段階で様々な問題が発生したことで、南アから「恥さらし」と思われるようになり実用化に失敗している。
イギリス国鉄6形蒸気機関車の新造プロジェクトを進めている団体はGPCSの利点を認めつつも、燃焼が難しいばかりか特定の石炭が必要とされる問題があると述べている。

## 運用
これらの機関車は鉄道の経営者が交代し、ブルガリアおよびソビエト連邦製のディーゼル機関車が中古で導入される1997年まで石炭の輸送に稼働した。

## 保存機
2004年に1両がレストアされて観光用に運転をしているほか、数両が解体されずにリオ・ガジェゴスで廃車体として屋外で保管されている。

## 写真

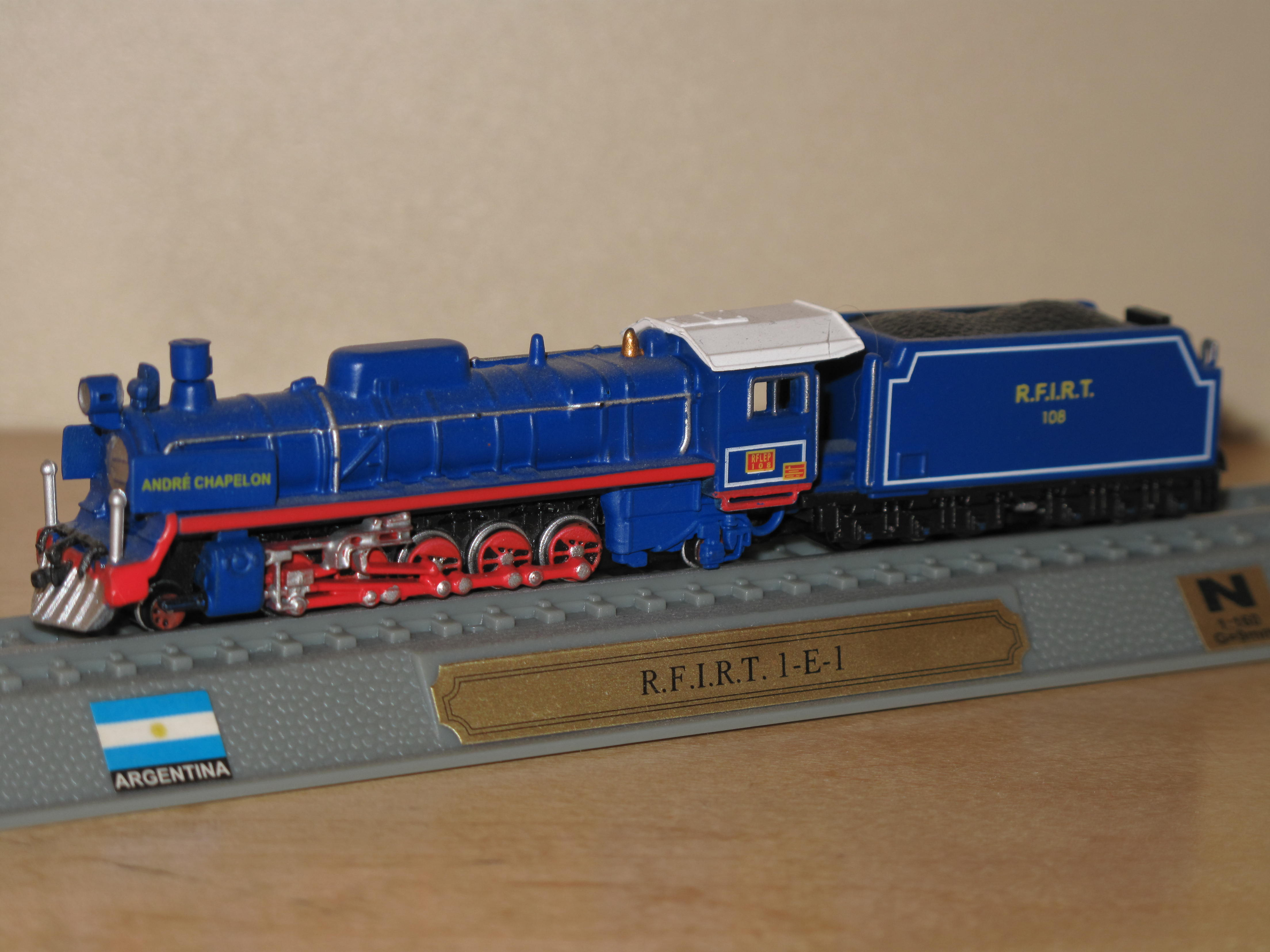
108号機[注釈 2]の模型
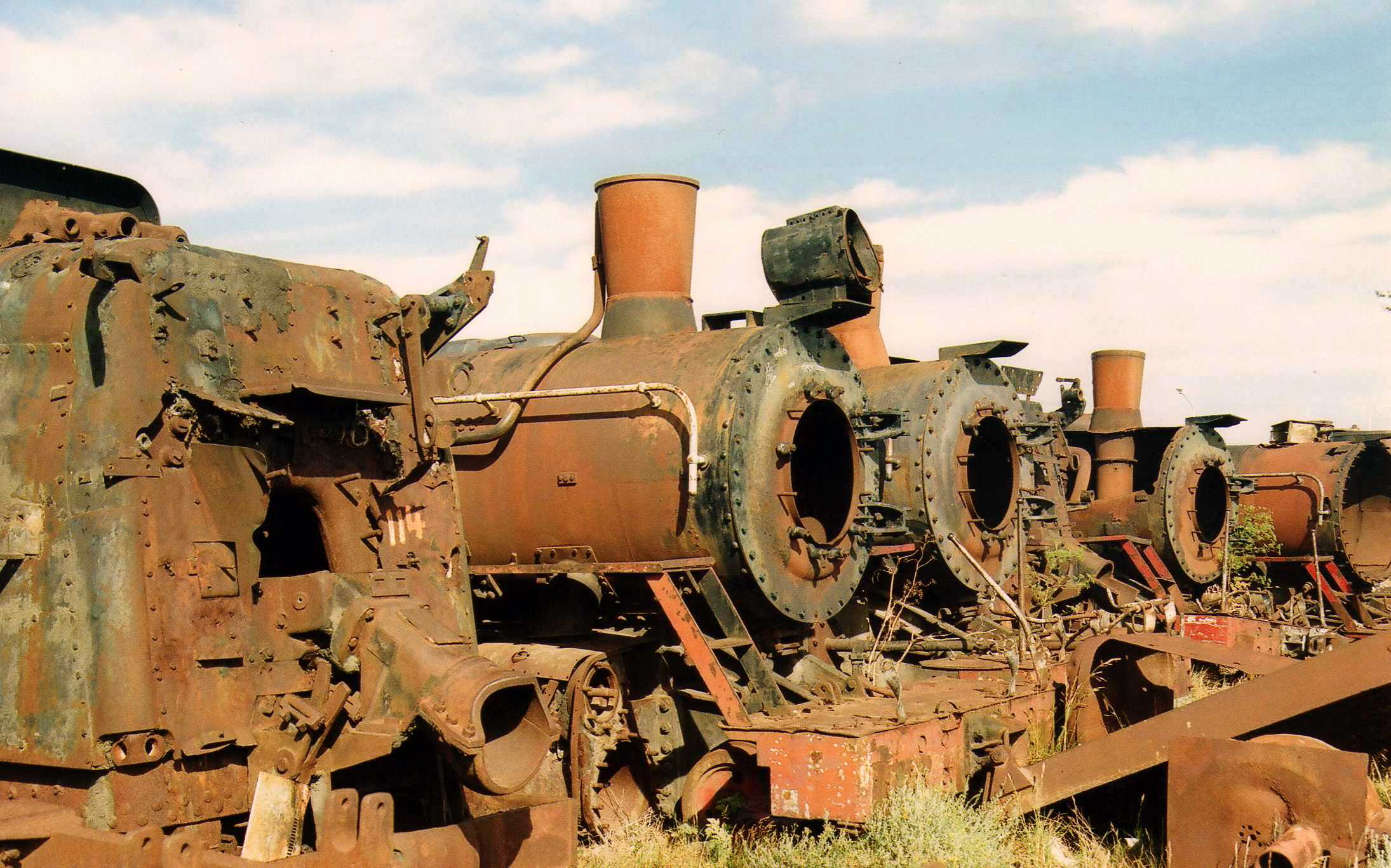
廃車体として屋外で保管されている車両
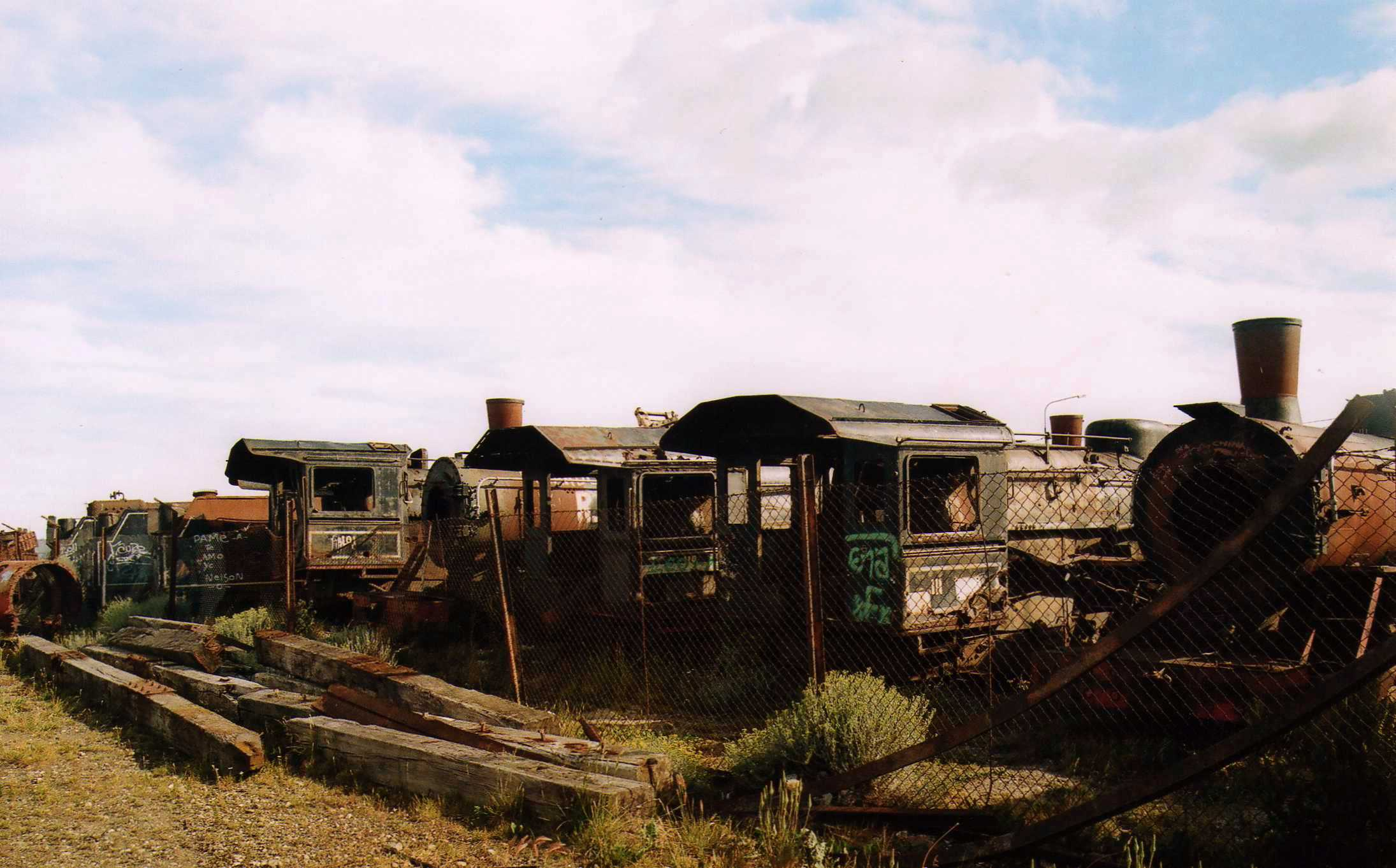
廃車体として屋外で保管されている車両